# 鳩之巢溪谷

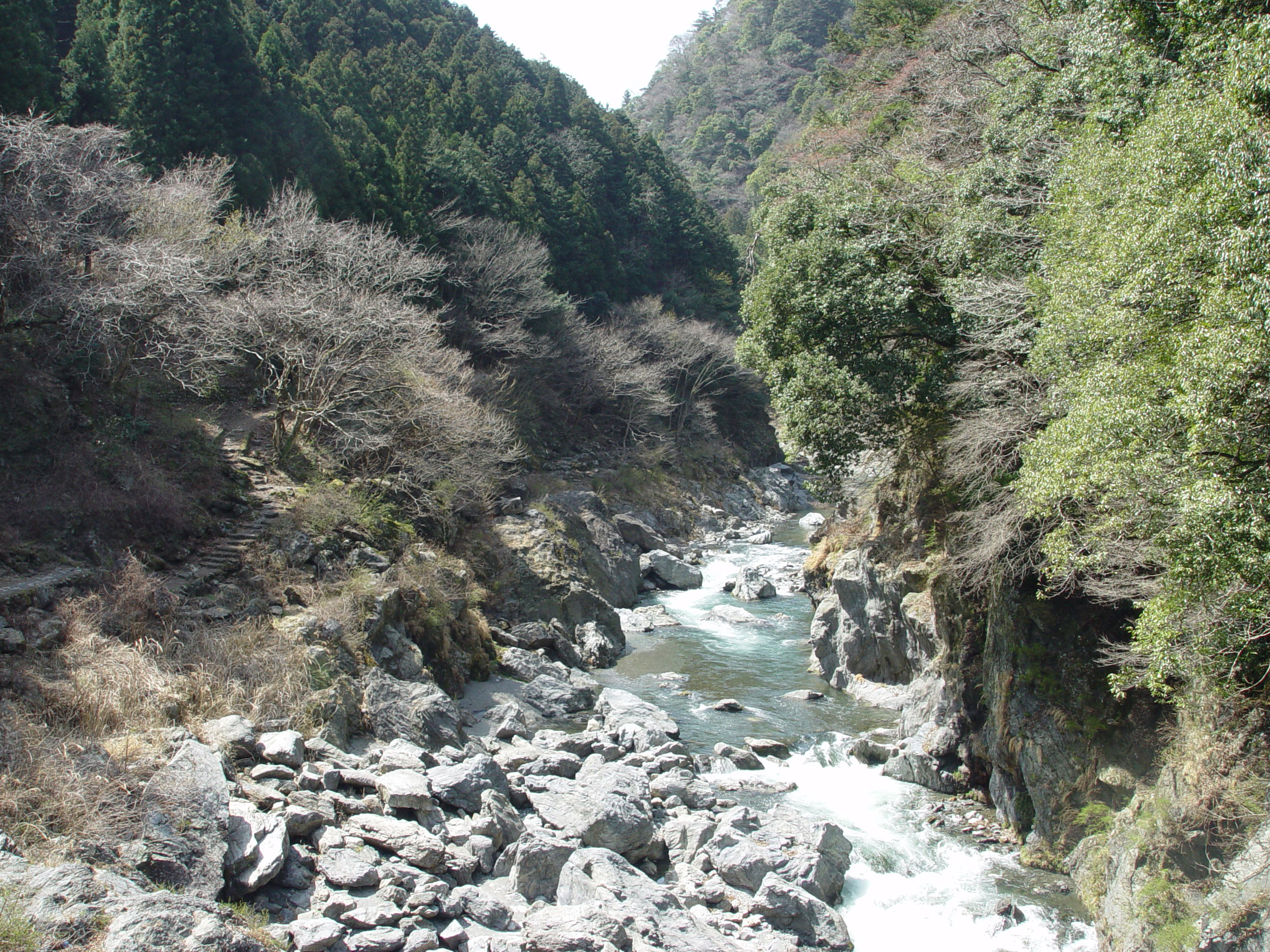
鳩之巢溪谷

鳩之巢溪谷（日语：／）是日本東京都西多摩郡奧多摩町多摩川上游的溪谷。

## 概要
鳩之巢溪谷是多摩川侵蝕秩父古生層而形成的溪谷。從鳩之巢至白丸湖之間約500公尺的區段有綿延不斷的巨岩與奇石。溪谷旁有遊步道、咖啡廳與畫廊，是秋季東京近郊的賞楓景點。

## 歷史

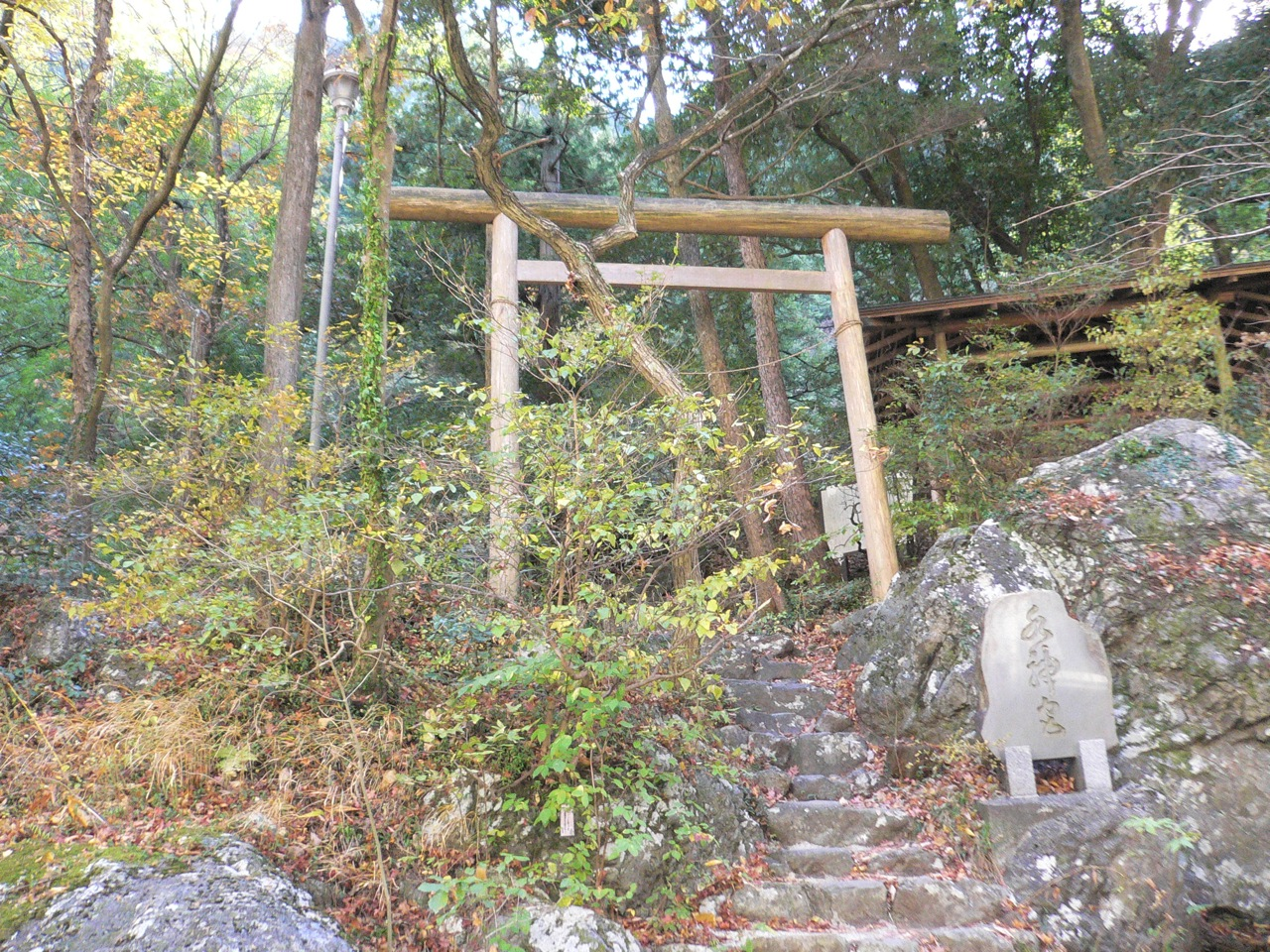
玉川水神社鳥居

江戶時代，為了重建經歷明曆大火肆虐的江戶，大量採伐奧多摩木材，並透過多摩川運至下游的江戶。當時伐工在溪谷附近打造休息小屋，並建設水神社祈求平安。之後，水神社有兩隻鳩築巢，村民將其視為靈鳥，於是將此地稱做「鳩之巢」。該神社目前仍在溪谷內巨大岩山上。

## 主要橋梁

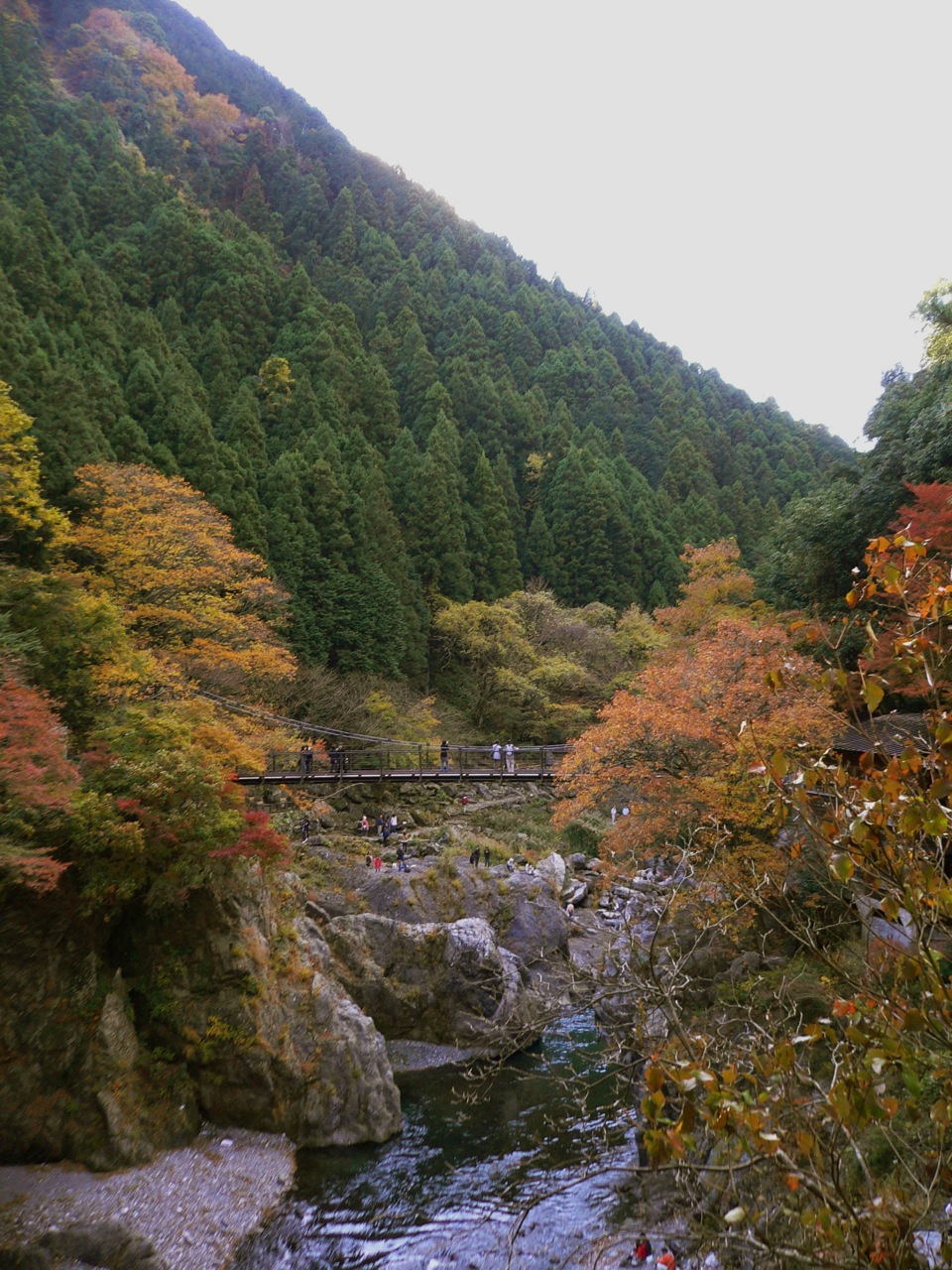
紅葉與鳩之巢小橋

- 鳩之巢小橋 - 吊橋。
- 雲仙橋
- 鳩之巢大橋

## 交通
- 青梅線鳩之巢站步行5分。

## 圖片

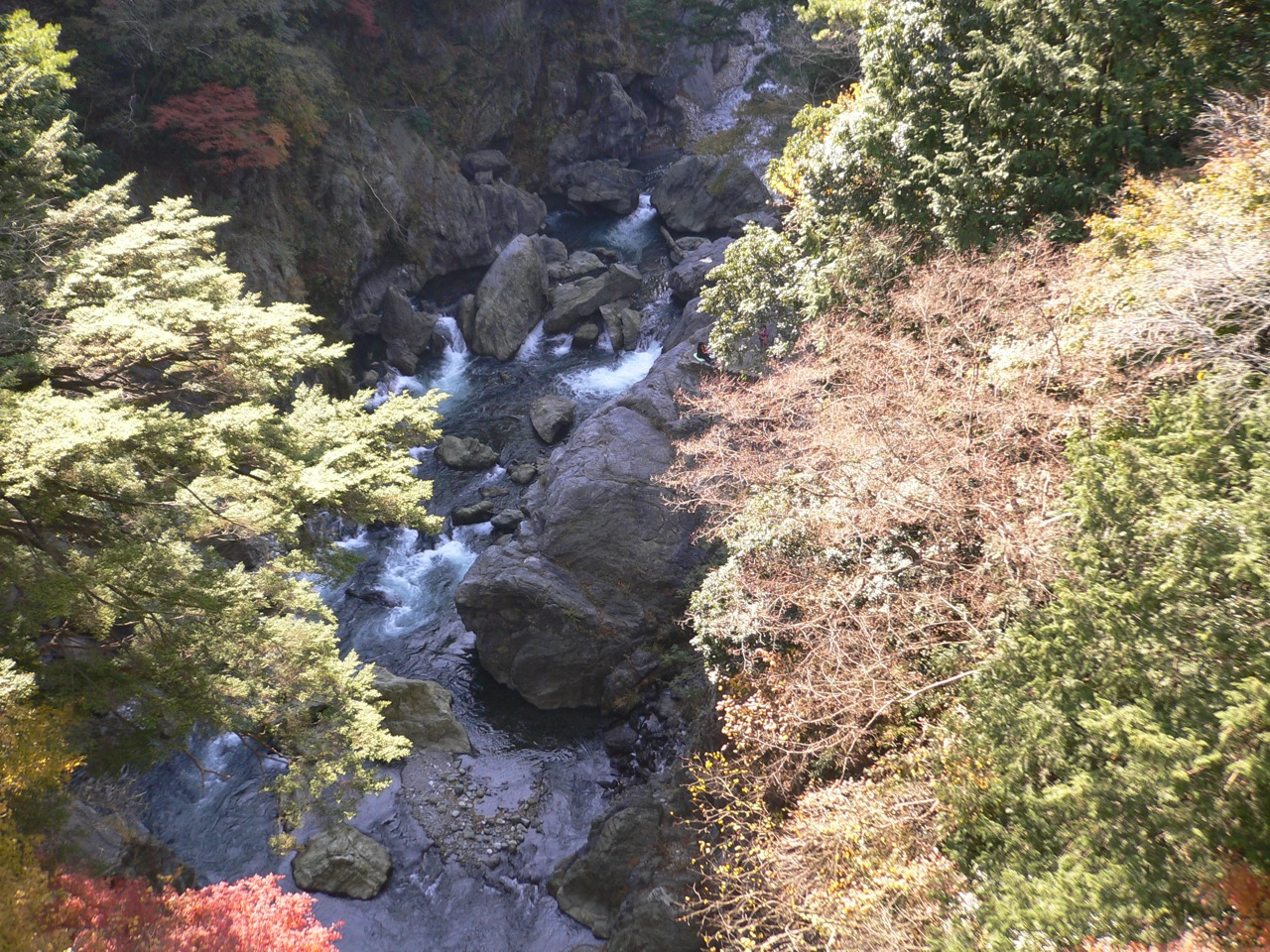
紅葉與鳩之巢溪谷
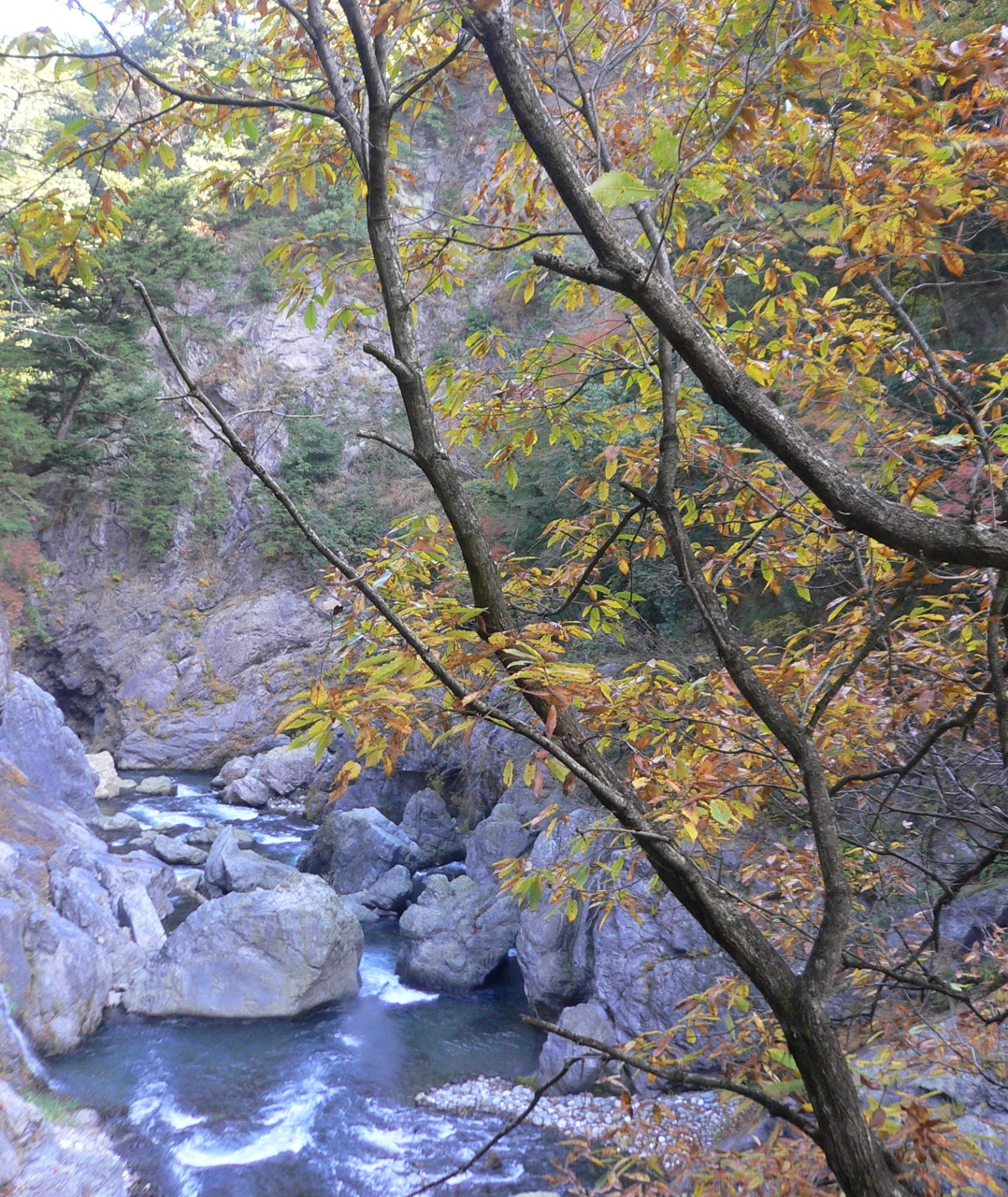
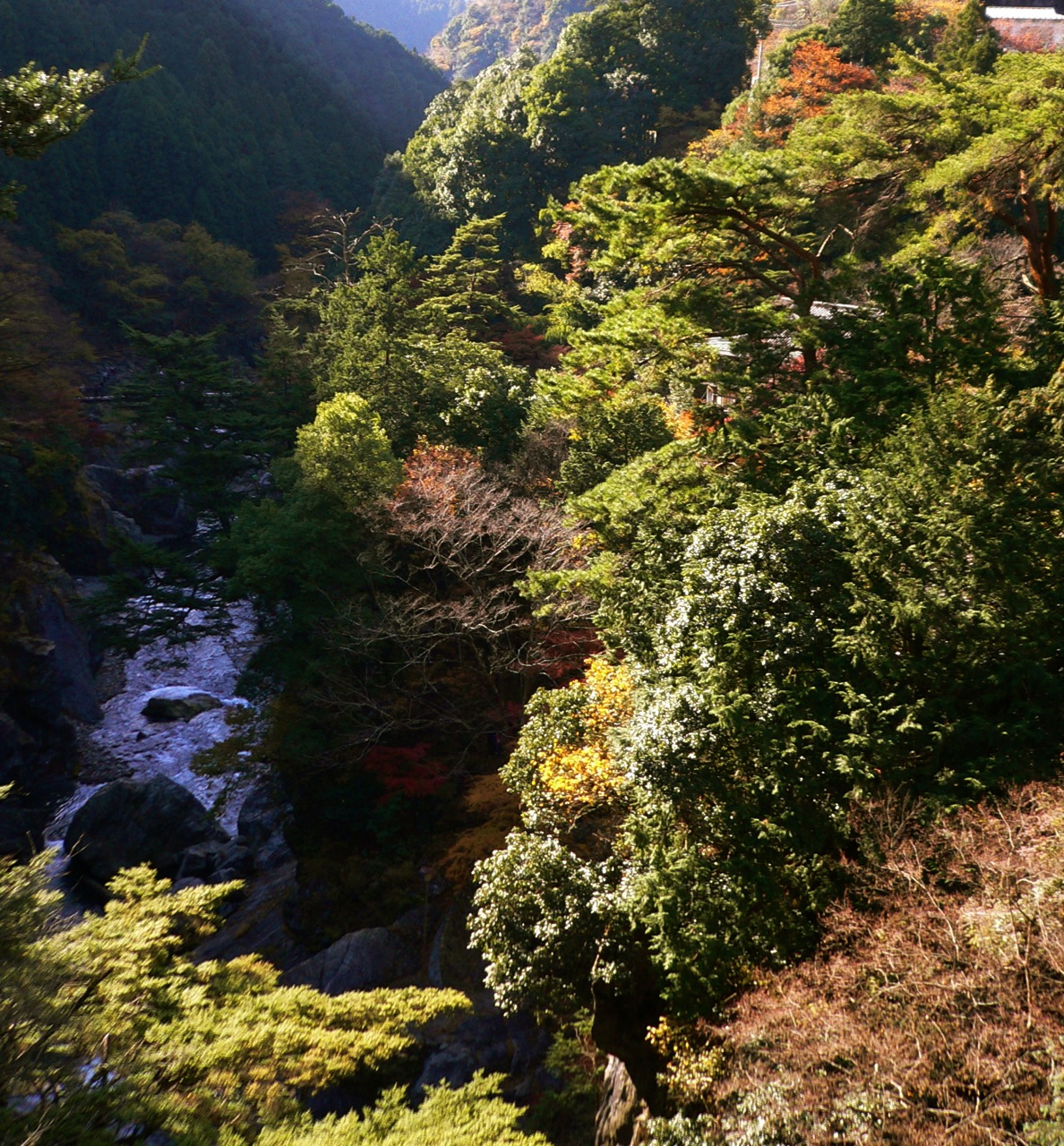